# HD 114783 b
HD 114783 b (بالإنجليزية: HD 114783 b)‏ الذي يرمز له بالرمز HD 114783b، هو كوكب خارج المجموعة الشمسية، في كوكبة العذراء، يتبع HD 114783 ‏.

## الاكتشاف
اكتشف في 15 أكتوبر 2001.